# NGC 6515
NGC 6515 é uma galáxia elíptica (E) localizada na direcção da constelação de Draco. Possui uma declinação de +50° 43' 39" e uma ascensão recta de 17 horas, 57 minutos e 25,3 segundos.
A galáxia NGC 6515 foi descoberta em 2 de Julho de 1884 por Lewis A. Swift.